# Кутин (воск)

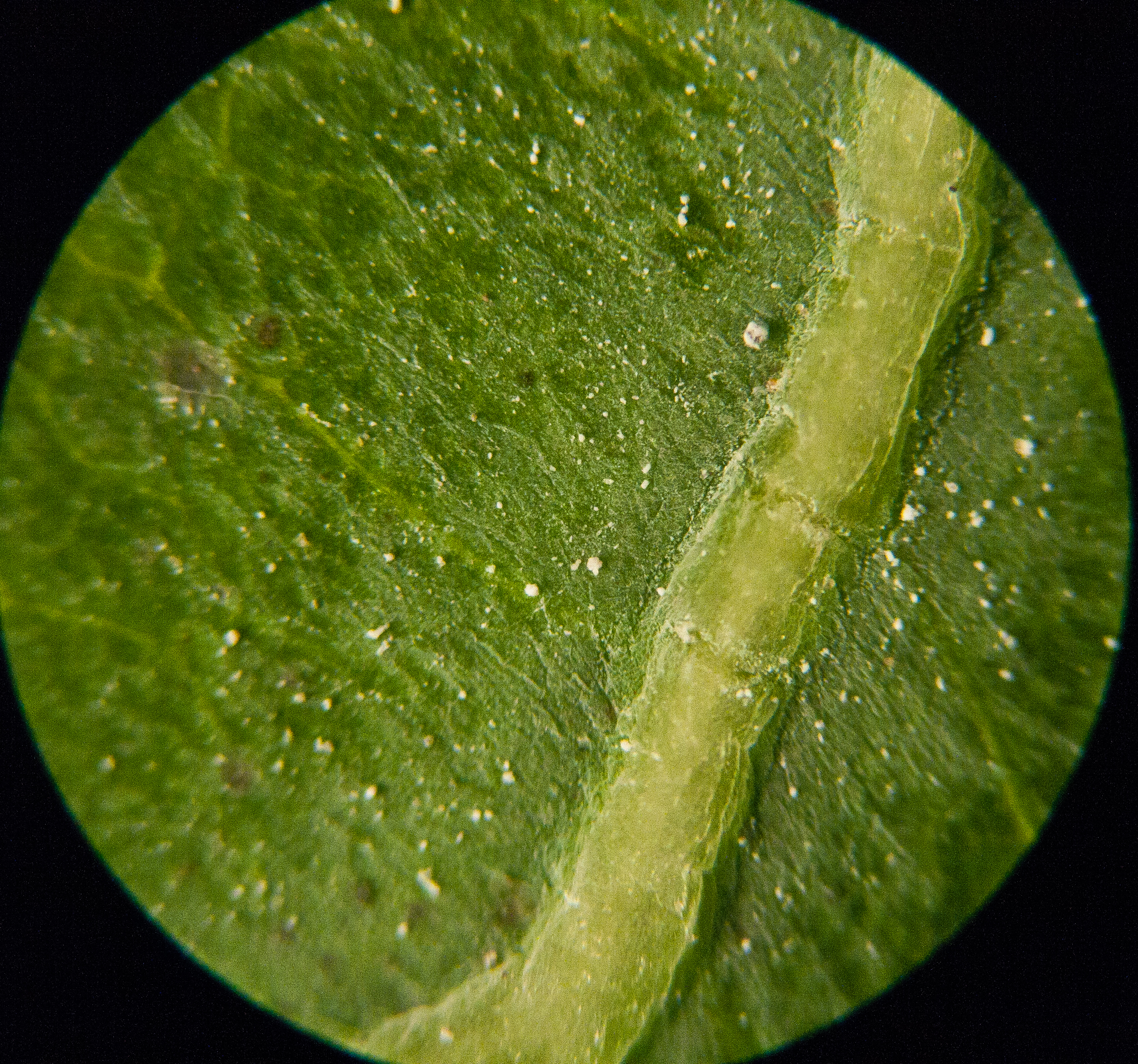
Поверхностный налёт воска, который формирует верхний слой кутикулы, на листе цветной капусты (Brassica oleracea var. botrytis)

Кутин — полиэфир, образованный длинноцепочечными ω-оксикислотами и их производными с длиной углеродного скелета C16 и C18.
Кутин и воск в составе растительной кутикулы служат защитным средством от излишнего испарения воды растением: при недостатке воды кутин утолщается, увеличивается количество воска. Кутин, который пропитывает внешний слой оболочки клеток эпидермиса листьев и молодых побегов, образует кутикулы. Кутикулярные вещества защищают плоды и овощи от испарения влаги, увядания, чрезмерного увлажнения водой, поражения микроорганизмами, регулируют состав внутритканевой газовой среды и интенсивность дыхания.
Содержится в растениях в небольшом количестве (3,5 %), главным образом в листьях, кожице плодов и корневых частях. Кутин и суберин (вещество пробковой ткани в коре некоторых растений) очень устойчивы к действию гидролитических агентов и микроорганизмов. Ещё большей устойчивостью по отношению к действию кислорода, бактерий, минеральных кислот, растворов щёлочей и к нагреванию (до температуры около 200 °С) обладают близкие к воскам высокомолекулярные вещества споронин и полленин (спорополленин), которые образуют оболочки спор и пыльцевых зёрен.